# Попадинець Олександр Юрійович
Олекса́ндр Ю́рійович Попадинець (нар. 6 лютого 1992, м. Ужгород, Закарпатська область, Україна — пом. 17 червня 2014, сел. Металіст, Слов'яносербський район, Луганська область, Україна) — український військовослужбовець, молодший сержант Збройних сил України.

## Життєпис
Олександр Попадинець народився 1992 року в місті Ужгород на Закарпатті, у робітничій родині. Батько працював будівельником, мати — на кухні в дитячій лікарні. По закінченні 9-го класу загальноосвітньої школи № 15 продовжив навчання в Ужгородському професійному машинобудівному ліцеї № 5, де здобув фах автослюсаря.
19 квітня 2011 року призваний на військову службу за контрактом. Вишкіл проходив у Навчальному центрі «Десна» та в Навчальному центрі у Львівській області, а службу — в рідному Ужгороді.
Молодший сержант, командир бойової машини (БМП) — командир відділення управління командира частини взводу зв'язку 15-го окремого гірсько-піхотного батальйону 128-ї окремої гірсько-піхотної бригади, в/ч А1778, м. Ужгород.
У зв'язку з російською збройною агресією проти України навесні 2014 року був направлений в район міста Луганська.

### Обставини загибелі
17 червня 2014 року військова колона сил АТО, що рухалась польовими дорогами на ротацію до блокпосту, була обстріляна із засідки з гранатометів та великокаліберних кулеметів поблизу селища Металіст під Луганськом. Терористи поцілили в БМП Олександра Попадинця фугасним снарядом, від розриву якого загинув механік-водій солдат Михайло Куля. Олександр, стріляючи з кулемета, прикривав своїх товаришів, яким вдалося вибратися із підбитих машин та заховатися на пшеничному полі. Коли він добіг до своїх, уже був поранений. Побратими надали йому першу медичну допомогу, але на той час він уже втратив багато крові, від чого й помер на тому полі. В тому ж бою загинув ще один ужгородець солдат Сергій Мартин.
Того дня у боях біля Металіста загинули також 9 десантників 80-ї бригади та 4 бійців батальйону «Айдар», в заручники було захоплено добровольця «Айдару» Надію Савченко.
21 червня в Ужгороді провели в останню путь Олександра Попадинця і Сергія Мартина, їх поховали на Пагорбі слави міського цвинтаря «Кальварія».
Залишились батьки, Юрій і Наталія Попадинці.

## Нагороди та звання
- 26 липня 2014 року — за особисту мужність і героїзм, виявлені у захисті державного суверенітету та територіальної цілісності України, вірність військовій присязі, відзначений — нагороджений орденом «За мужність» III ступеня (посмертно)[5].
- 19 вересня 2014 року присвоєне звання «Почесний громадянин м. Ужгорода» (посмертно)[6].
- В рамках декомунізації розпорядженням голови Закарпатської ОДА від 18 березня 2016 року вулицю Плеханова в м. Ужгороді перейменовано на вулицю Олександра Попадинця[7].
- відзнака Президента України «За участь в антитерористичній операції» (посмертно)

## Вшанування пам'яті
28 вересня 2015 року в Ужгороді на фасаді будівлі ЗОШ № 15 встановлено меморіальну дошку на честь випускника школи Олександра Попадинця.
28 червня 2016 року в Ужгороді на площі ім. майора В. Постолакі встановлено Меморіальний знак. На стелі викарбувані імена 18 загиблих земляків, серед яких й Олександр Попадинець.